# Schönheider Wappeneiche
Die Schönheider Wappeneiche ist ein Naturdenkmal im  westerzgebirgischen Dorf Schönheide und steht auf dem Marktplatz neben dem Rathaus.

## Geschichte
Der Baum ist nach der Art eine Stieleiche (Quercus robur). Er steht am unteren Ende des Marktplatzes an der Ecke der Straße Rathausberg und ist nach einer vom Landkreis Aue-Schwarzenberg im Jahr 1999 an dem Baum angebrachten Informationstafel seit dem 24. November 1958 geschützt und heute ein Naturdenkmal. Nach den Angaben des Landkreises auf diesem Schild wurde die Eiche etwa 1750 als Wappenbaum gepflanzt, war im Jahr 1999 etwa 22 Meter hoch, hatte einen Kronendurchmesser von  etwa 17 Meter und einen Stammumfang von 3,11 Meter. Der Stammumfang hat seit dem Anbringen der Informationstafel zugenommen. Im Mai 2017 betrug er 3,46 m.
Ein Vorgängerbaum wurde nach denselben Angaben im Jahr 1643 gepflanzt. Dass dies eine bewusste Pflanzung als Wappenbaum war, ist nicht belegt. Bis zum Jahr 1838 lag in diesem Bereich der erste Friedhof des Dorfes, so dass der Baum auch im oder am Rand des Friedhofs zu dessen Zier gepflanzt worden sein kann. Die Eiche ist nach Blatt 196 der sächsischen Meilenblätter  (Berliner Exemplar) aus dem Jahr 1792 im Bereich der östlichen Grenze des damaligen Friedhofs zu verorten. Ernst Flath, der eine um 1909 erschienene Geschichte Schönheides schrieb, bezeichnete den Baum als „ein Jahrhunderte altes Exemplar einer Sommereiche [...] (sog. Königseiche)“. Die Eiche gelte als „Siegelenblem und als Wahrzeichen Schönheides“.
Die Eiche wurde auch als „Königseiche“ bezeichnet.

## Wappen von Schönheide
Der Schönheider Gemeinderat beschloss in seiner Sitzung am 5. Mai 1997 ein Wappen mit dieser Beschreibung:
In Silber über einem schwarzen Punkt und vor zwei schräggekreuzten schwarzen Berghämmern sowie einer schwarzen Rodehacke eine bewurzelte grüne Eiche, beiderseits begleitet von je einer grünen Heidekrautpflanze mit je einer roten Blüte.
Das Wappen beruht auf einem im Jahr 1643 verwendeten „Gerichtssigil zur Schönheyd“ und übernimmt dessen Wappenmotive. Dieses Gerichtssiegel hatte um 1900 der Autor Ernst Flath wiederentdeckt, als er Material zur Geschichte Schönheides zusammentrug. Er veröffentlichte eine Nachzeichnung dieses Siegels in seiner Publikation Heimatkunde und Geschichte von Schönheide, Schönheiderhammer und Neuheide. Nach Flath galt die Eiche als „Schönheider Wahrzeichen“, Schlägel und Eisen erinnern an den Bergbau von der Gründungszeit Mitte des 16. Jahrhunderts bis in das 19. Jahrhundert, die Rodehacke weist auf die Rodung des Waldes für die Besiedlung hin und die Heidepflanzen greifen den Namen der Gemeinde auf. Die Herkunft und Bedeutung des schwarzen Punktes unter der Eiche sind ungeklärt. Er findet sich schon auf dem Siegel von 1643.
Die Gemeinde Schönheide benutzte ihr Wappen zu DDR-Zeiten nicht, sondern setzte unter Schreiben einen Rundstempel, bei dem in der Mitte das Wappen der DDR mit dem Ährenkranz um Hammer und Zirkel abgebildet waren. In der 1987 anlässlich der 450. Wiederkehr des Siedlungsbeginns von der Gemeinde herausgegebenen Broschüre Zur Geschichte der Gemeinde Schönheide findet sich das Wappen der DDR nicht. Auf dem Titelbild verwendete sie in einheitlich grüner Farbe das alte Schönheider Wappen, dabei den schwarzen Punkt unter der Eiche weglassend.

Wappeneiche und Schönheider Wappen
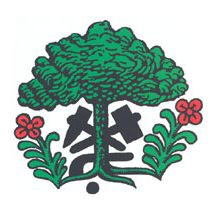
Wappen von 1997
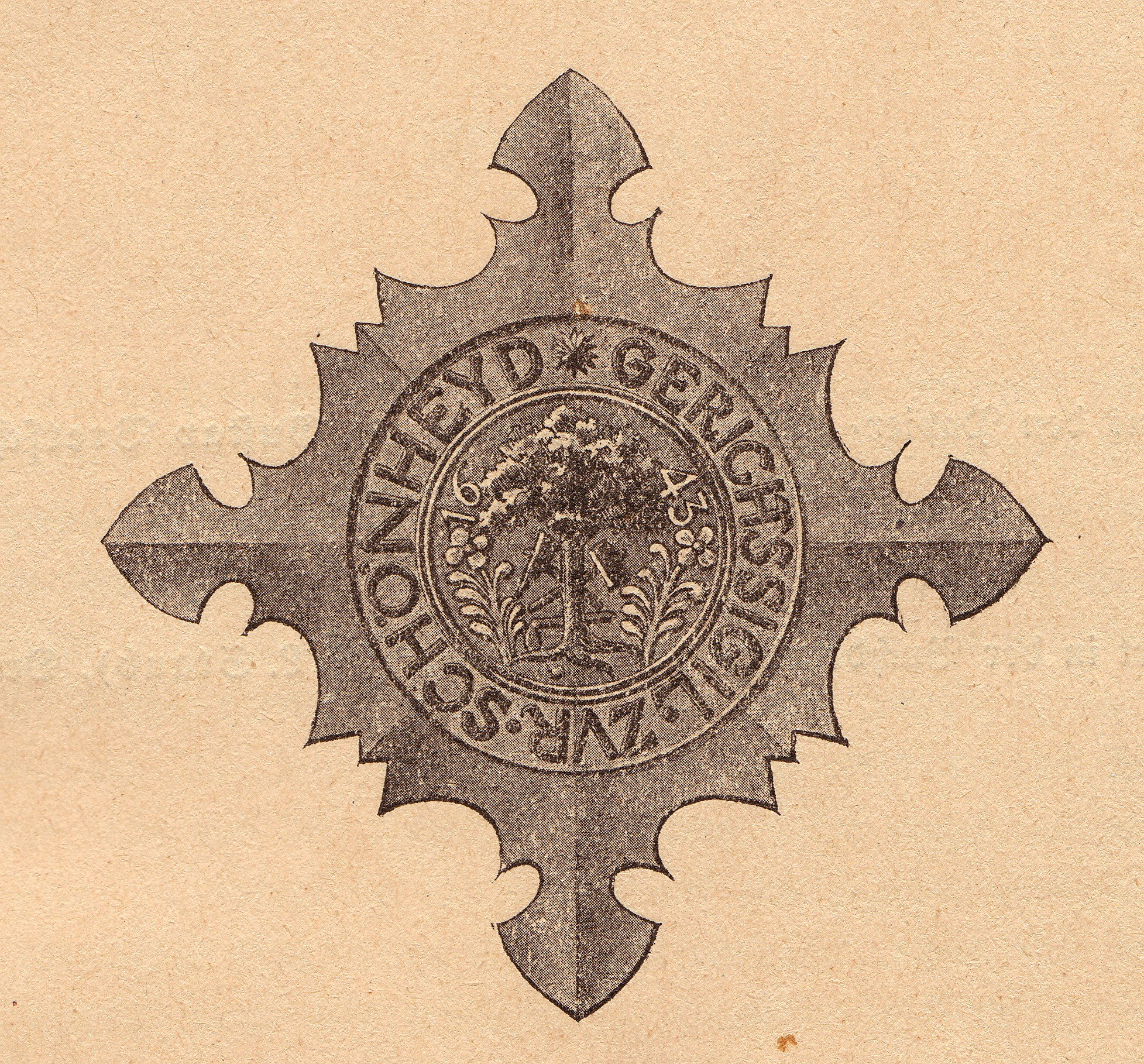
Gerichtssiegel von 1643
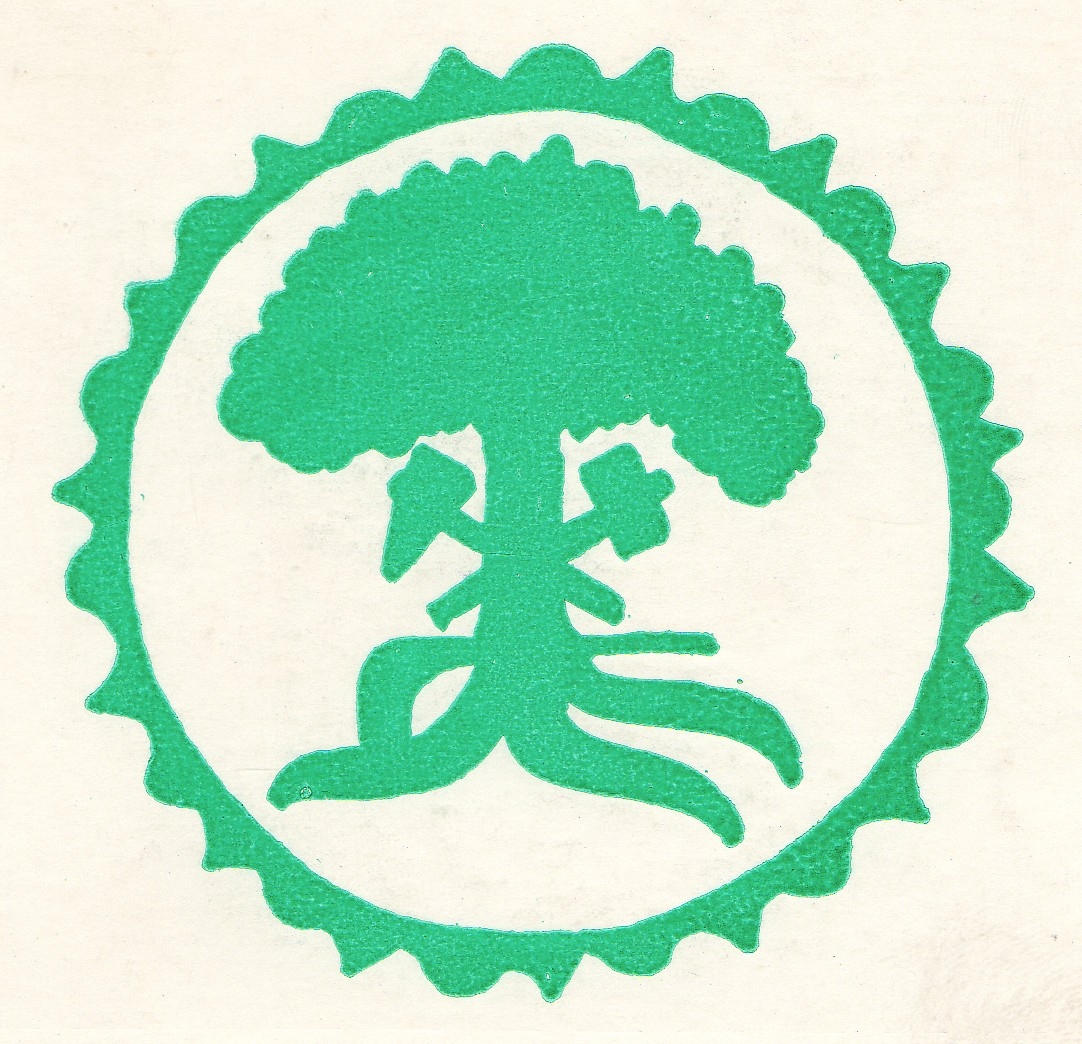
Verwendung des Wappens 1987
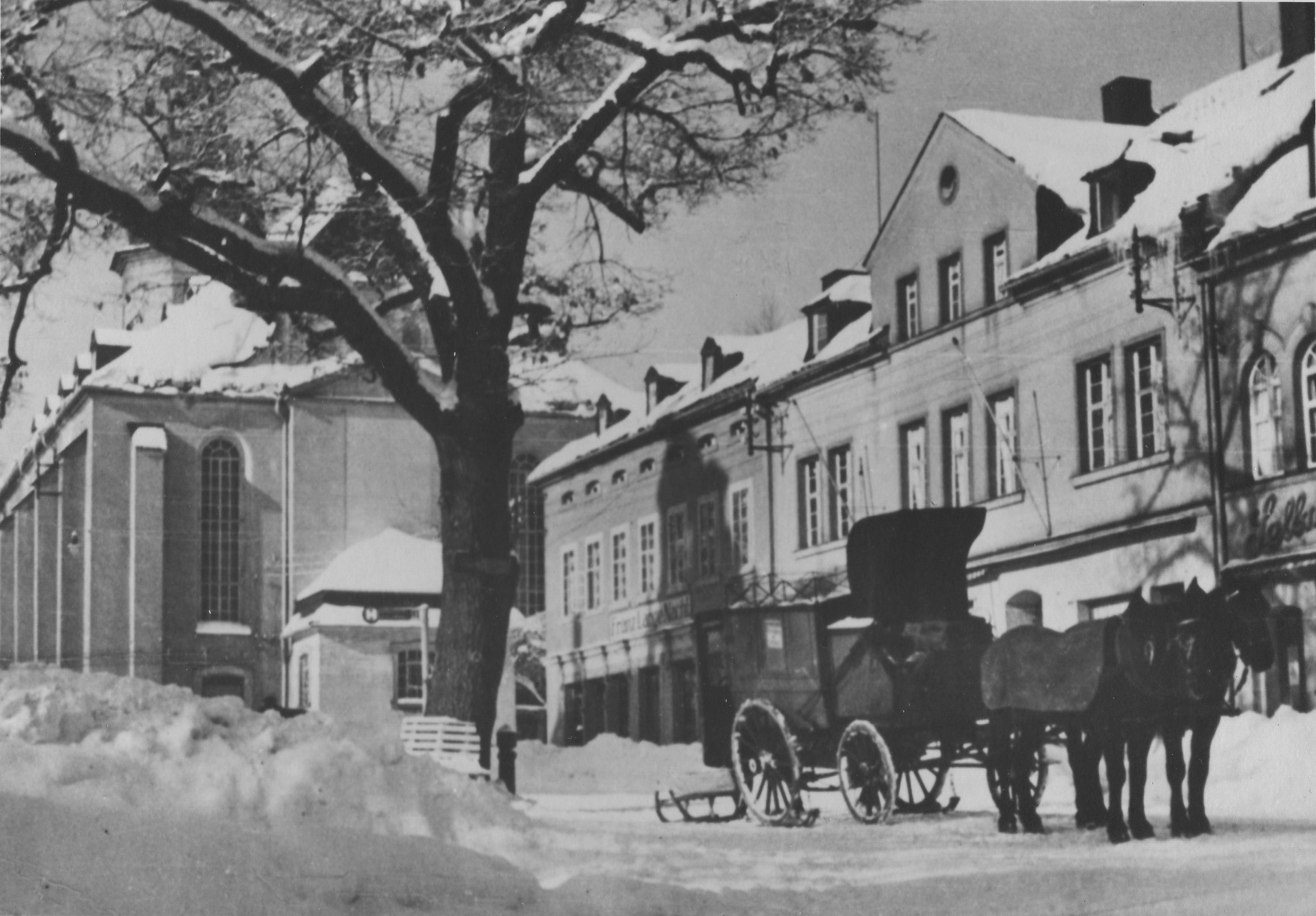
Marktplatz mit Eiche 1938, im Hintergrund die Martin-Luther-Kirche
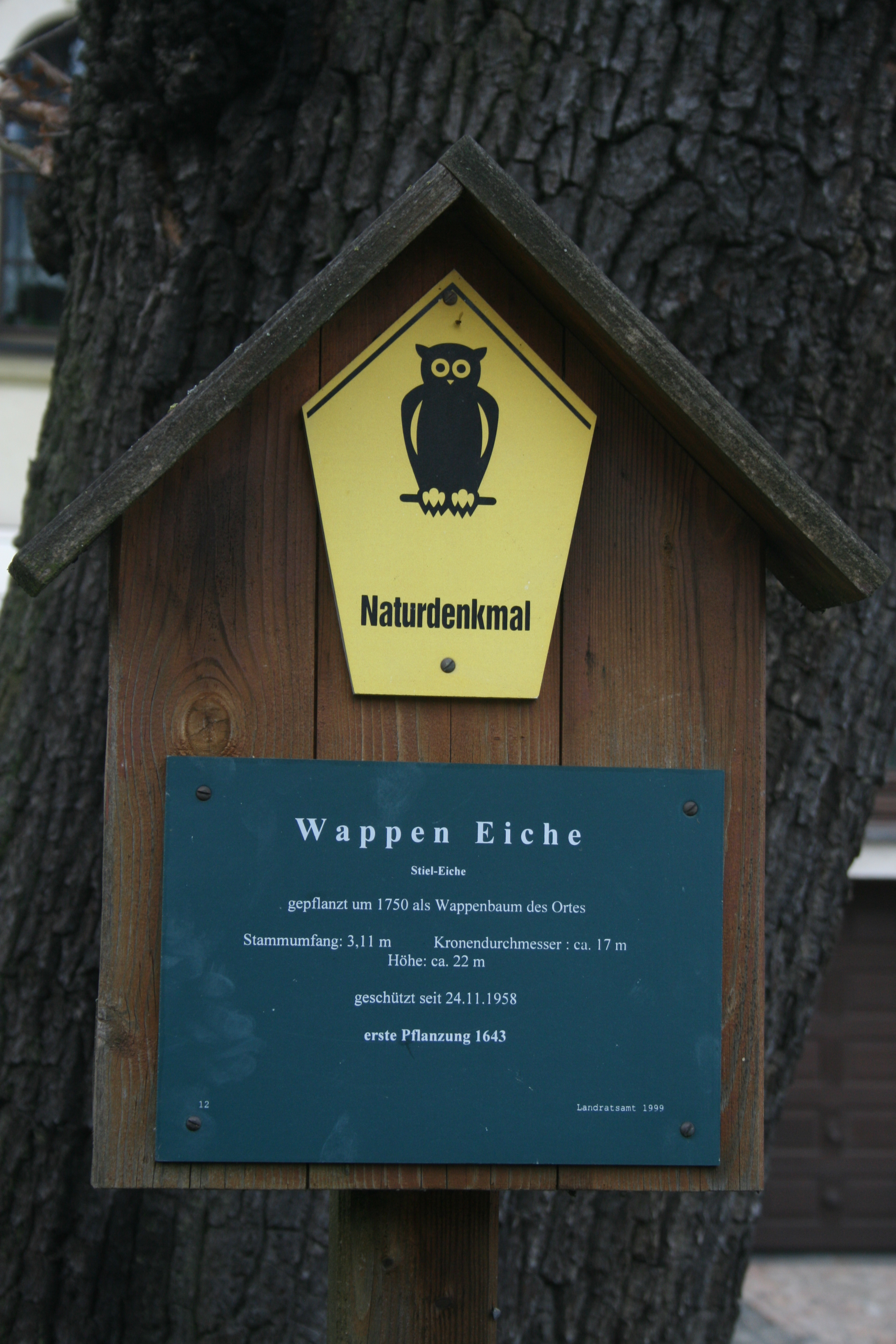
Information am Baum
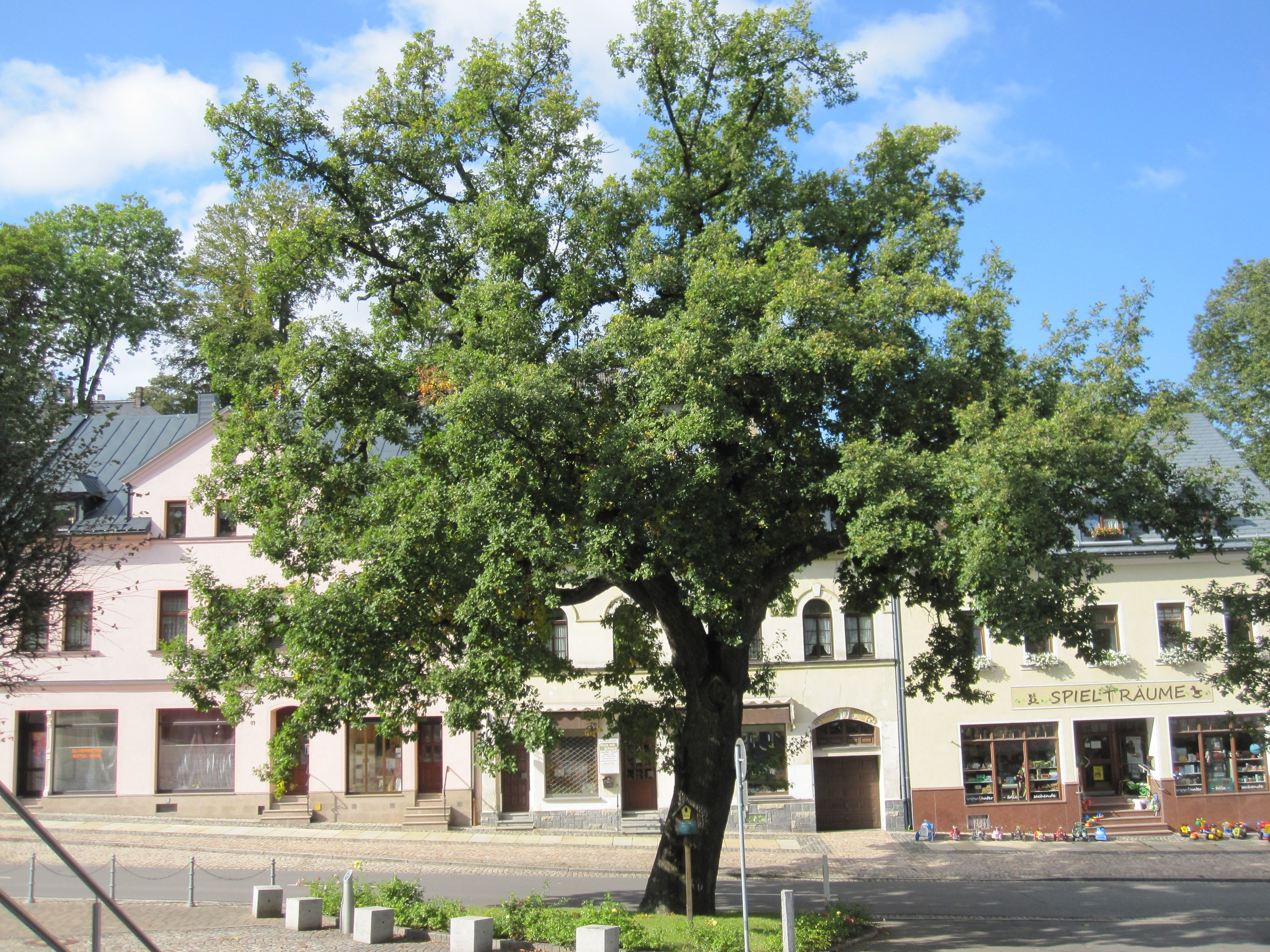
Wappeneiche 2014